# NGC 2635
NGC 2635 је расејано звездано јато у сазвежђу Компас које се налази на NGC листи објеката дубоког неба.
Деклинација објекта је - 34° 46' 18" а ректасцензија 8h 38m 25,9s. Привидна величина (магнитуда) објекта NGC 2635 износи 11,2. NGC 2635 је још познат и под ознакама OCL 728, ESO 371-SC1.